# Stenocercus latebrosus
Stenocercus latebrosus este o specie de șopârle din genul Stenocercus, familia Tropiduridae, descrisă de Cadle 1998.
Este endemică în Peru. Conform Catalogue of Life specia Stenocercus latebrosus nu are subspecii cunoscute.